# Kwota importowa
Kwota importowa – maksymalna ilość (liczba) danego dobra (towaru, produktu), która może zostać zaimportowana do danego państwa w danym okresie. 
Jest formą protekcjonizmu. W wyniku takiego urzędowego ograniczenia podaży ceny dóbr importowanych są wyższe niż w sytuacji wolnego handlu, co jest korzystne dla krajowych producentów.